# Чесні окови апостола Петра

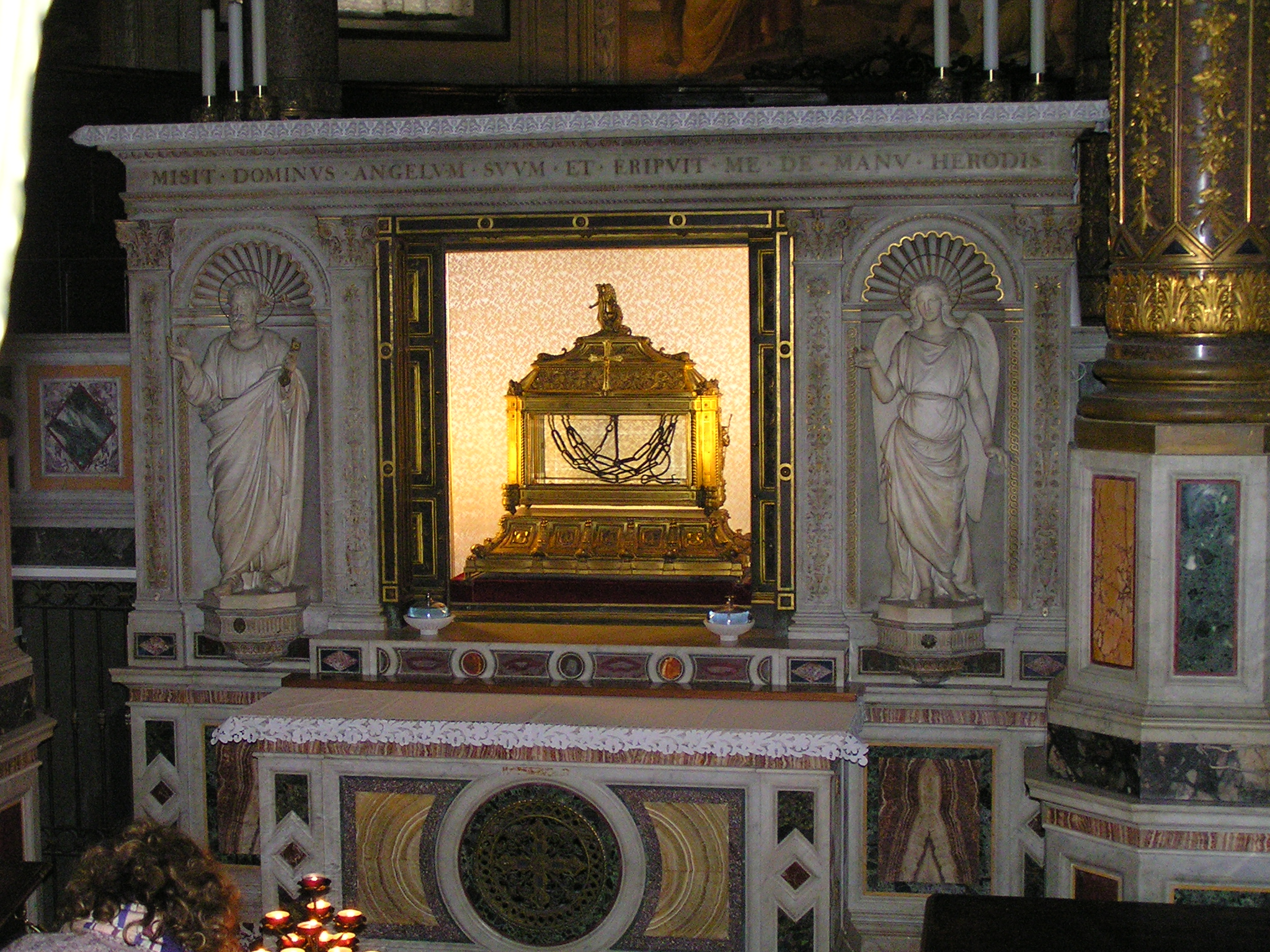
Чесні окови апостола Петра у церкві Сан П'єтро ін Вінколі, Рим

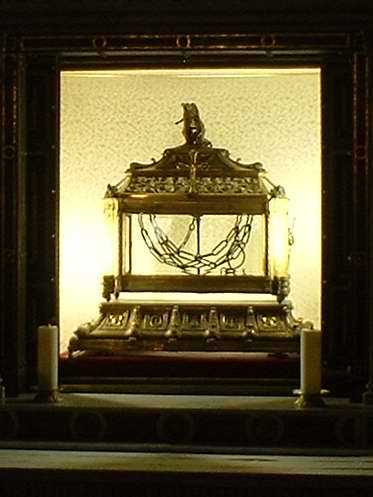
Чесні окови апостола Петра у церкві Сан П'єтро ін Вінколі, Рим

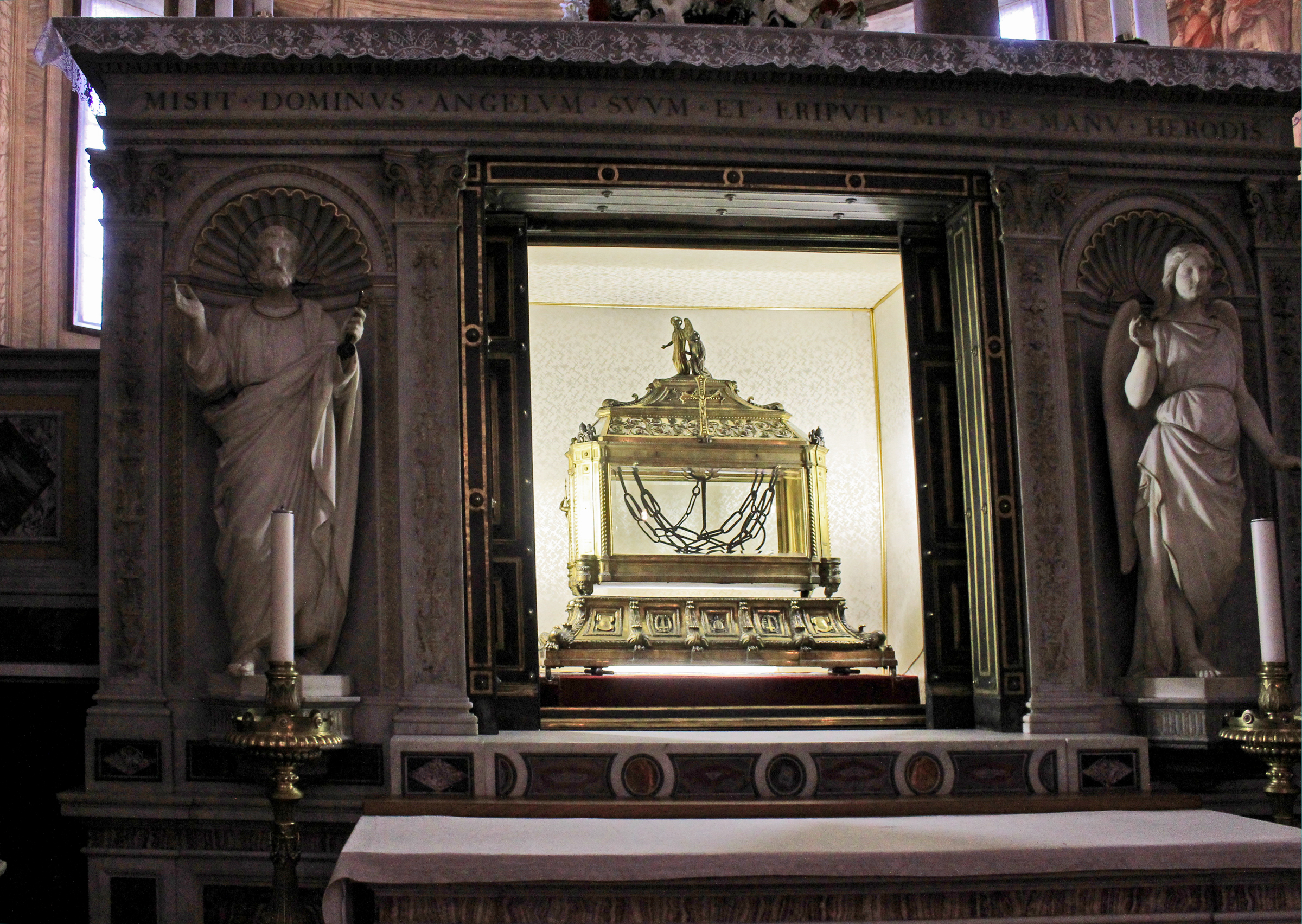
Чесні окови апостола Петра у церкві Сан П'єтро ін Вінколі, Рим

Чесні окови апостола Петра, — святі кайдани, вериги, в які в Єрусалимі було заковано апостола Петра. Вельми шанована християнська реліквія.

## Історія
Під час ув'язнення в Єрусалимі апостола Петра закували в кайдани. Вночі явився йому ангел і вивів з тюрми на волю. Спочатку окови Петра переховував у себе начальник в'язниці, який став християнином. За правління імператора Константина Великого вони перебували в єрусалимській церкві Воскресіння Господнього.
У 439 році єрусалимський патріарх Ювеналій подарував окови грецькій цариці Євдокії. Одну частину оков цариця взяла до Царгорода, а другу послала в Рим своїй доньці Євдоксії, яка з великою побожністю прийняла дар у наказала збудувати церкву св. Петра в оковах, де згодом поклала кайдани.
У Римі були ще й інші окови, в які був закутий св. Петро під час перебування у в'язниці за правління імператора Нерона. Ці кайдани у V ст. Папа Сікст III наказав з'єднати з тією частиною оков, які були подаровані цариці Євдоксії. Коли окови торкнулися одні одних — сталося чудо: обидві частини з'єдналися в один суцільний ланцюг! Тоді Церква встановила свято Поклоніння оковам св. Петра.

## Святкування
- 16 січня[1][2] — Поклін чесним оковам св. і всехвального ап. Петра.